# Beautiful (canção de Eminem)
Beautiful é o terceiro e último single do rapper Eminem para o álbum Relapse. Foi lançado em 12 de maio de 2009 no iTunes para download digital.

## Paradas musicais
| Chart (2009)              | Peak position |
| ------------------------- | ------------- |
| Australian Singles Chart  | 33            |
| Austrian Singles Chart    | 11            |
| Canadian Hot 100          | 8             |
| Danish Singles Chart      | 40            |
| Eurochart Hot 100 Singles | 26            |
| German Singles Chart      | 39            |
| Irish Singles Chart       | 5             |
| New Zealand Singles Chart | 4             |
| Swedish Singles Chart     | 47            |
| Swiss Singles Chart       | 8             |
| UK Singles Chart          | 12            |
| U.S. Billboard Hot 100    | 17            |
| U.S. Billboard Pop 100    | 9             |